# Cucina africana

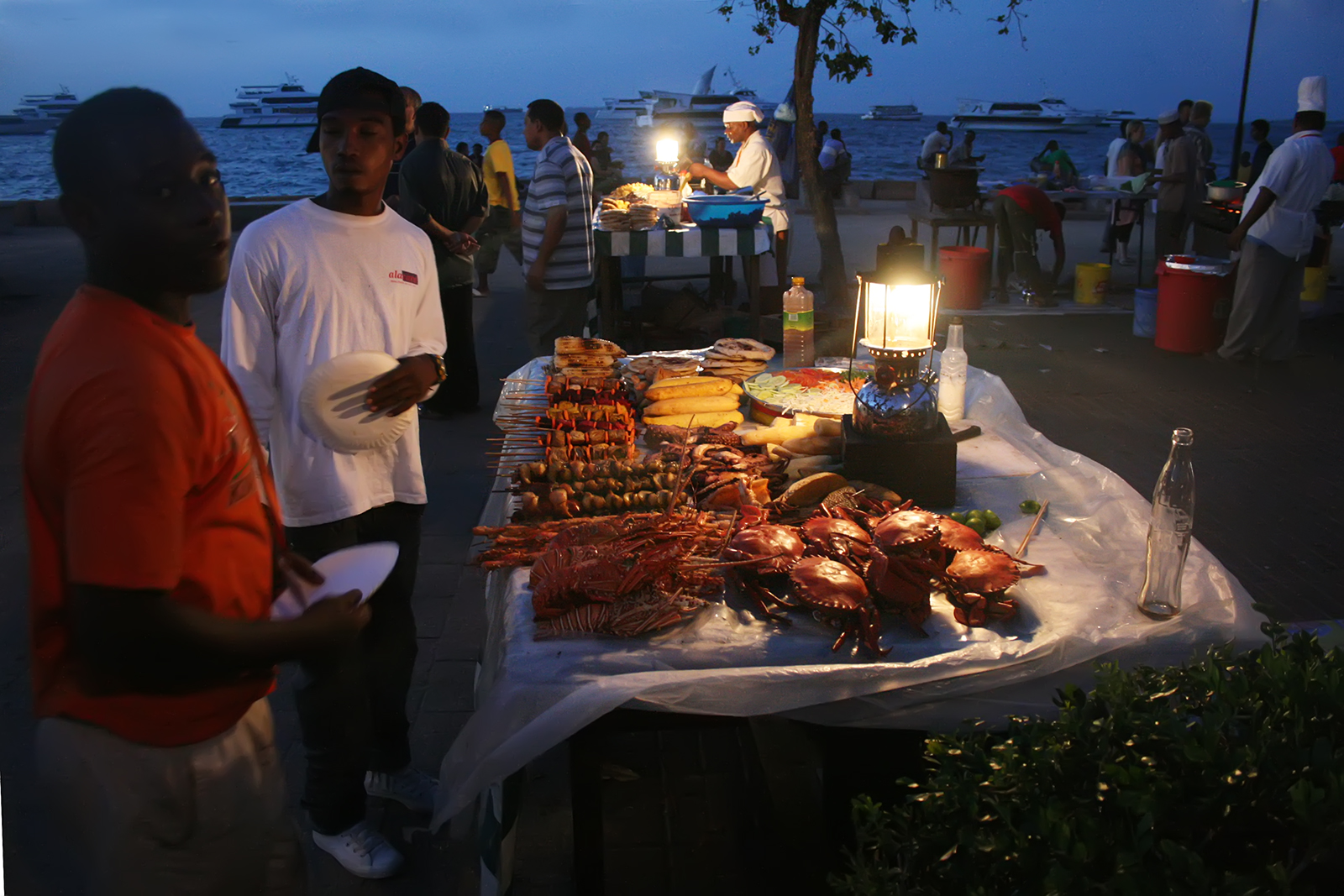
Banchetto di pesce a Zanzibar.

La cucina africana è un punto fermo della cultura del continente e della sua storia. I cibi che mangiano i nativi africani sono stati influenzati dalle loro religioni, così come dal clima e dallo stile di vita. I primi africani ad abitare il continente furono cacciatori che mangiavano qualunque cosa potessero trovare in natura. Man mano che l’agricoltura è diventata più comune in Africa la caccia diventò meno prioritaria per la sopravvivenza.
Tradizionalmente, le varie cucine dell’Africa usano una combinazione di ingredienti a base vegetale, senza importare cibo.In alcune parti del continente, la dieta tradizionale presenta un'abbondanza di prodotti a base di tuberi e di radici.
L'Africa centrale, l'Africa orientale, il Nord Africa, l'Africa meridionale e l'Africa occidentale hanno ciascuno piatti distintivi, tecniche di preparazione e modalità di consumi differenti.

## Storia
Le radici della cucina africana risalgono all'età del bronzo nell'Africa nord-orientale, quando le prime civiltà iniziarono a coltivare cereali come l'orzo e il grano. Parte del Nord Africa si trova nella Mezzaluna Fertile, dove l'agricoltura era praticata dagli antichi egizi. Anche animali come asini e pecore sono stati addomesticati e la diffusione dell'agricoltura in altre parti dell'Africa ebbe inizio, in particolare nell'Africa occidentale, anche se la maggior parte delle tribù viveva ancora di caccia.
Gli esploratori arabi Leo Africanus e Ibn Battuta fornirono dei resoconti dei modi alimentari degli africani incontrati nei loro viaggi attraverso l'Africa sub-sahariana. La maggior parte dei viaggiatori europei ha soggiornato vicino alle zone costiere fino al XIX secolo. Su molti dei loro diari di viaggio hanno anche riportato dettagli sugli alimenti della cucina africana. Molti alimenti furono introdotti quando l'Africa fu colonizzata dagli europei. Gli alimenti che ora sono parti integranti della cucina africana come il mais e le patate non erano presenti fino al XIX secolo.
L'influenza del cibo africano sulla cucina caraibica, brasiliana, Cajun e sui piatti popolari americani si vede nei piatti a base di riso e negli stufati verdi come l'efo, duckanoo e callaloo. I’okra vegetariano, introdotto dall'Africa, è usato nei classici gumbos della Louisiana e nel riso americano che cresce nella Carolina.

## Africa centrale
L'Africa centrale si espande dai monti Tibesti a nord fino al vasto bacino della foresta pluviale del fiume Congo, agli altopiani del Kivu e alla savana del Katanga.
Questa regione ha ricevuto l'influenza culinaria degli swahili (cultura che si è evoluta attraverso la combinazione di culture bantu, yemenite, oman e indiane) durante la tratta degli schiavi transsahariana. Le influenze culinarie swahili si ritrovano in piatti come il mandazi, riso pilaf, kachumbari, sambusa e kuku paka.
La cucina dell'Africa centrale è stata influenzata anche dai portoghesi, attraverso i regni Kongo e Ndongo. Il pesce salato è stato introdotto a seguito di scambi commerciali alla fine del XVII secolo.
L'influenza culinaria portoghese è particolarmente evidente in Angola, Sao Tomé e Guinea Equatoriale. L'Africa centrale è stata anche influenzata dalla cucina dell'Africa orientale, occidentale e meridionale a causa della loro vicinanza, ad esempio il babuté o bobotie è condiviso con il sud, il nyama choma con l'est e il gombos con l'Africa occidentale.
In Africa centrale si coltivano diverse piante, tra cui l'igname, la manioca, le banane e i platani, le patate dolci e il taro. Questi alimenti sono diventati i punti fermi della dieta di molte popolazioni dell'Africa centrale. Gli alimenti amidacei simili al fufu sono solitamente preparati con radici di manioca fermentate, ma possono essere preparati anche con platani, mais e igname. Il Fufu viene servito con carne, pesce, stufati, verdure e pimenti. Per la preparazione di altri piatti vengono utilizzati diversi ingredienti locali, come lo sufato di spinaci cucinato con pomodoro, peperoni, peperoncini, cipolle e burro di arachidi. L'Africa centro-orientale è anche una delle poche regioni africane che utilizza le patate come una delle sue basi principali, poiché le patate crescono facilmente nella regione.
Le piante di manioca vengono consumate anche come verdure cotte.
Si prepara anche uno stufato di arachidi, contenente pollo, gombo, zenzero e altre spezie. Il manzo e il pollo sono i piatti di carne preferiti, ma occasionalmente vengono servite anche preparazioni a base di carne di selvaggina come coccodrillo, elefante, antilope e facocero.

## Africa orientale
La cucina dell'Africa orientale varia da zona a zona. Nella savana interna, la cucina tradizionale delle popolazioni dedite all'allevamento del bestiame si distingue per l'assenza di prodotti a base di carne. Bovini, ovini, suini e caprini sono considerati una forma di moneta e una riserva di ricchezza. In genere non vengono consumati come cibo. In alcune zone, gli abitanti tradizionali dell'Africa orientale consumano il latte e il sangue dei bovini, ma raramente la carne.

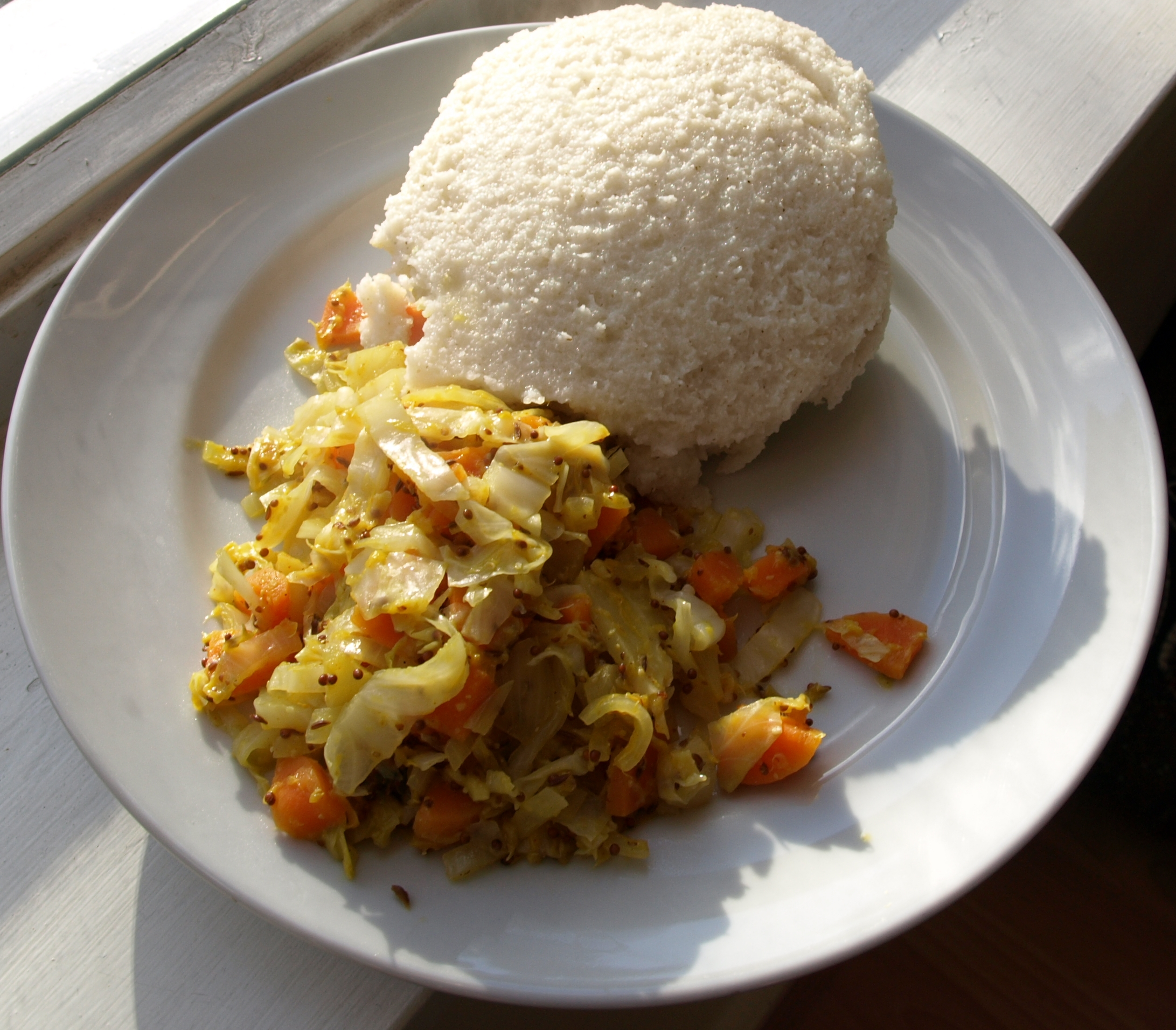
Un piatto di Ugali.

Altrove, altri popoli sono agricoltori che coltivano una varietà di cereali e verdure. Il mais è alla base dell'ugali, la versione locale del Fufu dell'Africa occidentale e centrale. L'ugali è un piatto a base di amido che si consuma con carni o stufati. In Uganda, le banane verdi cotte al vapore, chiamate matoke, costituiscono la componente di amido di molti pasti.
Circa 1000 anni fa, mercanti omaniti e yemeniti si stabilirono sulla Costa Swahili. Le influenze mediorientali si riflettono soprattutto nella cucina swahili: riso cotto al vapore o con spezie in stile persiano, zafferano, chiodi di garofano, cannella e molte altre spezie, fra le bevande evince il succo di melograno.

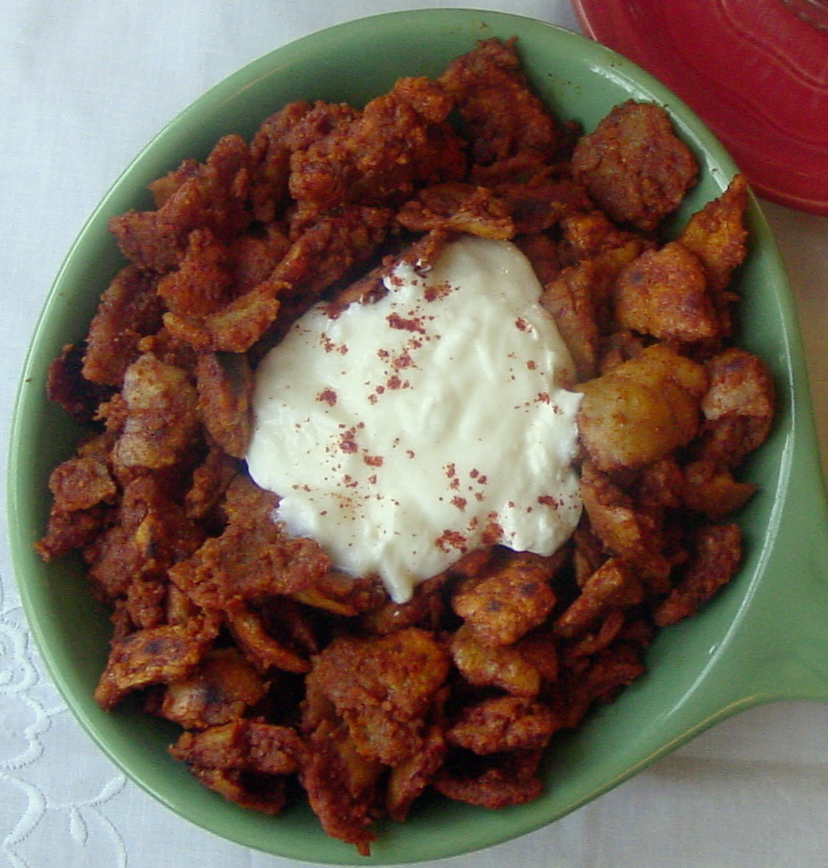
Kitcha, piatto tipico etiope.

Alcuni secoli dopo arrivarono gli inglesi e gli indiani, che portarono con sé cibi come il curry di verdure, zuppe di lenticchie, i chapati e una varietà di sottaceti che hanno influenzato diversi piatti locali. Alcuni ingredienti comuni utilizzati in questa regione sono arance, limoni, lime, peperoncini, peperoni capsici, mais, pomodori e fragole.

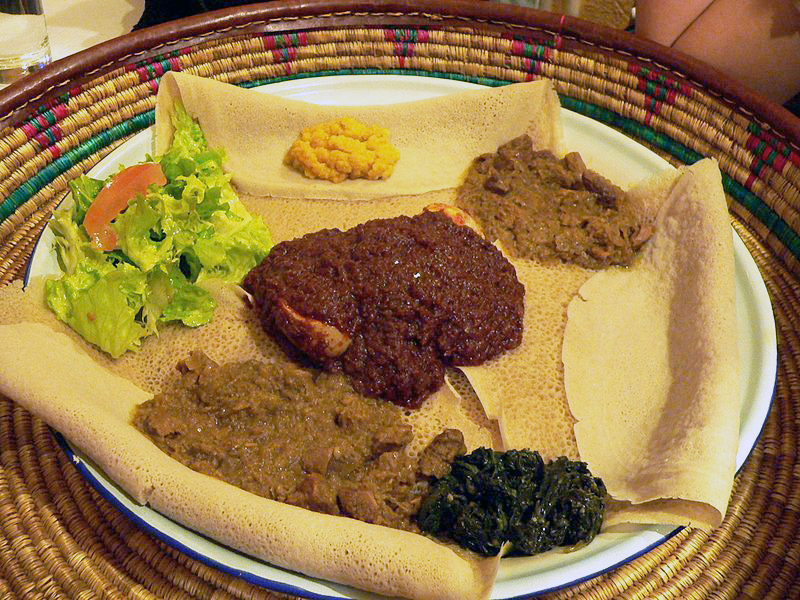
L’Injera, piatto principale della cucina etiope.

Nel Corno d'Africa, i principali piatti tradizionali della cucina eritrea ed etiope sono gli tsebhis (stufati) serviti con l'injera (pane a base di teff, grano o sorgo) e l'hilbet (pasta di legumi, soprattutto lenticchie e fave). La cucina eritrea e quella etiope (soprattutto nella parte settentrionale) sono molto simili, data la storia comune dei due Paesi.
Le abitudini alimentari eritree ed etiopi variano a livello regionale. Negli altopiani, l'injera è la dieta base e viene consumata quotidianamente dai Tigrini. L'injera è fatta di teff, grano, orzo, sorgo o mais e assomiglia a una frittella spugnosa e leggermente acida. Quando si mangia, i commensali generalmente condividono il cibo da un grande vassoio posto al centro di un tavolo da pranzo. Su questo vassoio vengono disposte molte injera, condite con vari stufati piccanti. I commensali si dividono la sezione di injera strappandone dei pezzi e immergendoli nello stufato.
Nelle pianure, il piatto principale è l'akelet, un piatto simile a un porridge fatto di pasta di farina di grano. Con un mestolo si estrae la parte superiore, che viene riempita con salsa di berbere e burro e circondata da latte o yogurt. Un piccolo pezzo di pasta viene spezzato e poi utilizzato per raccogliere la salsa.
La cucina etiope/eritrea più conosciuta consiste in vari contorni di verdure o di carne e in primi piatti, di solito un wat, o stufato denso, servito sopra l'injera o una grande focaccia a lievitazione naturale fatta di farina di teff. Non si mangia con gli utensili, ma si usa l'injera per raccogliere le pietanze e i contorni.
Il tihlo, preparato con farina d'orzo tostata, è molto popolare in Amhara, Agame e Awlaelo (Tigray). La cucina etiope tradizionale non prevede l'uso di carne di maiale o di crostacei, in quanto vietati dalla religione ebraica e da quella cristiana ortodossa etiope.
La cucina somala varia da regione a regione e consiste in una miscela esotica di diverse influenze culinarie. È il prodotto della ricca tradizione somala di scambi e commercio. Nonostante la varietà, c'è una cosa che accomuna le varie cucine regionali: tutto il cibo viene servito secondo le regole dell’halal. Non ci sono quindi piatti a base di maiale, non si servono alcolici, non si mangia nulla che sia morto da solo e non si incorpora sangue.

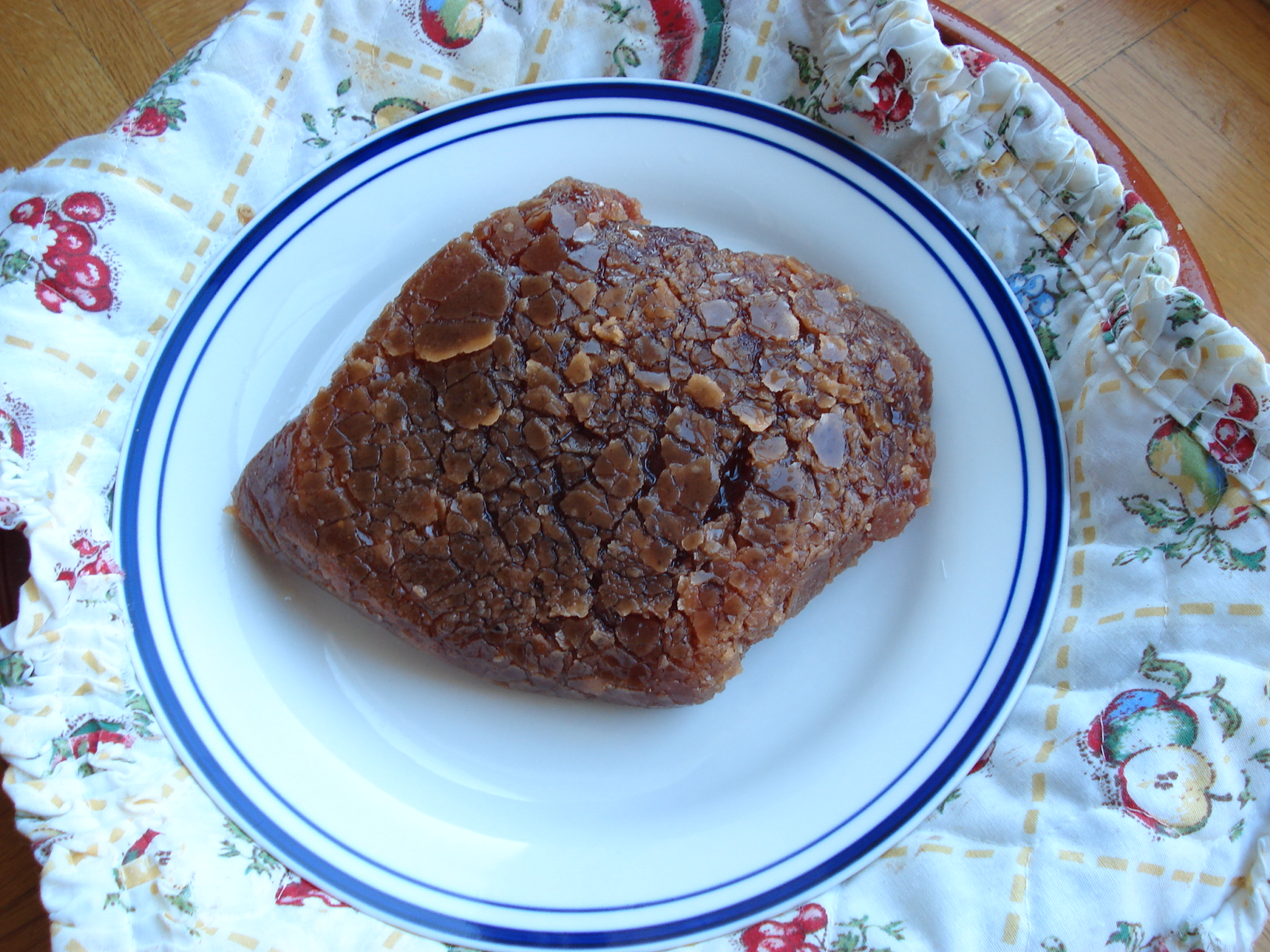
Piatto tipico somalo.

Esistono diverse varietà di riso, il più popolare dei quali è il basmati, servito di solito come piatto principale. Spezie come il cumino, il cardamomo, i chiodi di garofano, la cannella e la salvia vengono utilizzate per aromatizzare questi diversi piatti di riso. I somali servono la cena fino alle 21:00. Durante il Ramadan, la cena viene spesso servita dopo le preghiere del Tarawih, a volte anche fino alle 23.00.
Lo xalwo o halva è un dolce popolare servito in occasioni speciali come le celebrazioni dell'Eid o i ricevimenti di nozze. Si prepara con zucchero, amido di mais, cardamomo in polvere, noce moscata in polvere e ghee. Dopo i pasti, le case vengono tradizionalmente profumate con il franchincenso o l'incenso, che vengono preparati all'interno di un incensiere chiamato dabqaad.
La sicurezza alimentare e nutrizionale in Africa orientale (Ruanda, Burundi e Sud Sudan) è un problema importante. La regione è stata tormentata dalla siccità, dai conflitti e dall'instabilità economica a partire dagli anni Novanta. La situazione attuale è caratterizzata da bassi livelli di disponibilità di cibo e alti livelli di malnutrizione tra i bambini piccoli. La soluzione proposta per questo problema è l'aumento della produzione alimentare locale. Ciò si otterrebbe aumentando la produttività agricola, migliorando la fertilità del suolo e la gestione dell'acqua, il che aiuterà gli agricoltori a coltivare più raccolti all'anno. Ciò contribuirebbe anche a ridurre la povertà nella regione, offrendo maggiori opportunità di lavoro alla popolazione locale.

## Nord Africa
In uno studio sulla perdita e lo spreco di cibo in Nord Africa, gli scienziati hanno scoperto che la regione sprecava circa il 30% del cibo, percentuale destinata ad aumentare con la crescita della popolazione. Per risolvere questo problema, la gente ha dovuto inventarsi nuovi piatti e nuovi modi di conservare il cibo. Le persone hanno iniziato a utilizzare in qualsiasi modo possibile tutte le parti della pianta: foglie, steli, fiori, frutti e semi. Ciò avviene anche per tutte le parti commestibili degli animali, dal grasso alle ossa per fare il brodo o la zuppa.
Il Nord Africa si trova lungo il Mar Mediterraneo e comprende diverse nazioni: Marocco, Algeria, Libia, Tunisia, Egitto e Sudan. Le radici della cucina nord africana risalgono agli antichi imperi della mezzaluna fertile, in particolare L’Egitto.

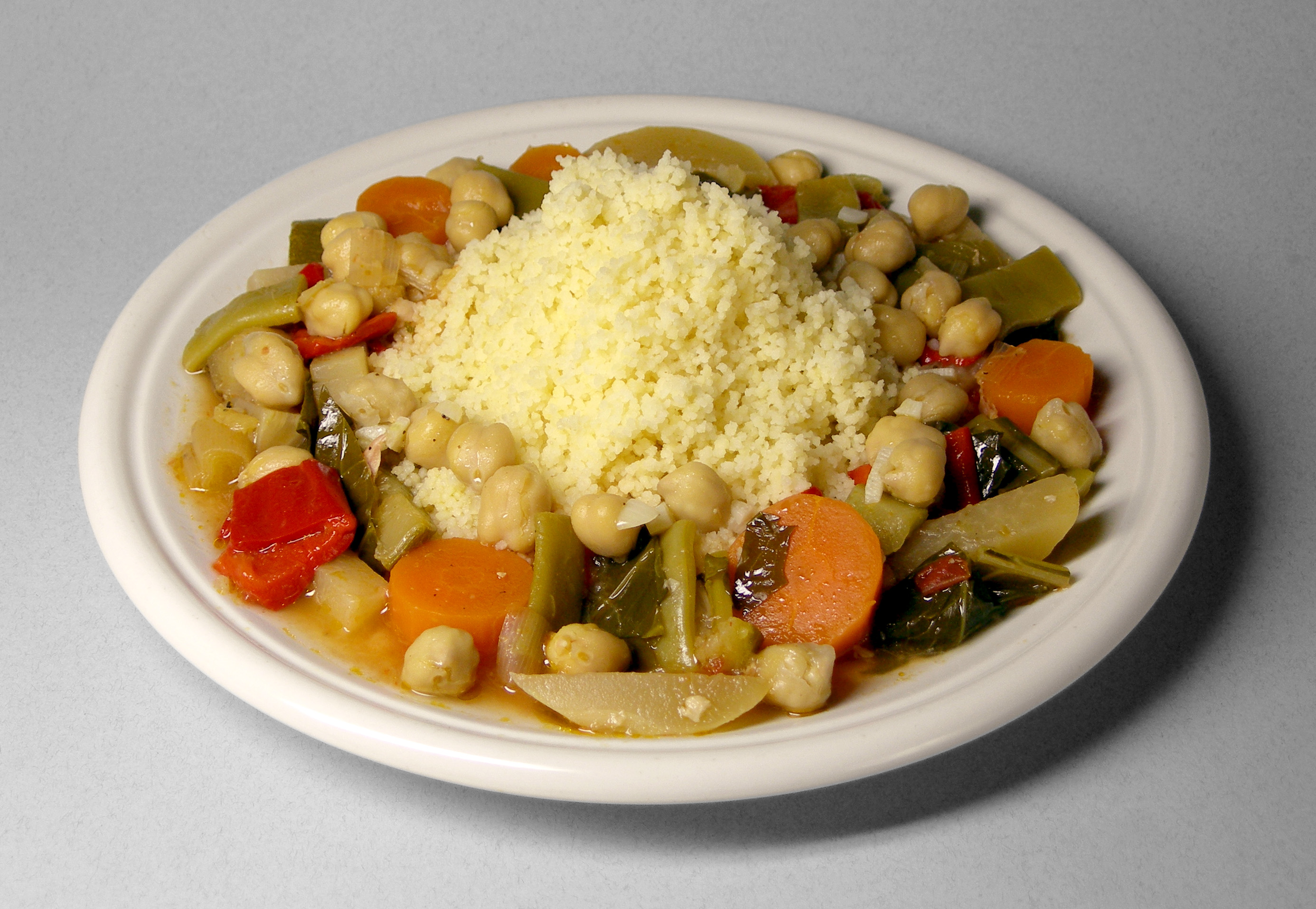
Cuscus, piatto Marocchino.

Nel corso dei secoli, commercianti, viaggiatori, invasori, e immigrati hanno influenzato la cucina del Nord Africa. I Fenici del I secolo portarono le salsicce, mentre i Cartaginesi introdussero il grano e il suo sottoprodotto, la semola. I Berberi adattarono la semola al cuscus, uno dei principali alimenti base. Le olive e l'olio d'oliva furono introdotti con l'arrivo dei Romani.
A partire dal VII secolo, gli arabi introdussero una varietà di spezie, come lo zafferano, la noce moscata, la cannella, lo zenzero e i chiodi di garofano, che contribuirono e influenzarono la cultura culinaria del Nord Africa. I turchi ottomani portarono dolci e altri prodotti da forno, mentre dal Nuovo Mondo il Nordafrica ricevette patate, pomodori, zucchine e peperoncini.

## Africa meridionale
La cucina dell'Africa meridionale o sud-Africa (da non confondere con il paese del Sudafrica) è talvolta chiamata "cucina arcobaleno", poiché il cibo di questa regione è una miscela di molte culture: società africane autoctone, europee e asiatiche. Per comprendere la cucina africana autoctona, è importante capire le varie popolazioni native dell'Africa meridionale. Gli indigeni del sud Africa si dividevano grosso modo in due gruppi, a loro volta divisi in diversi sottogruppi:

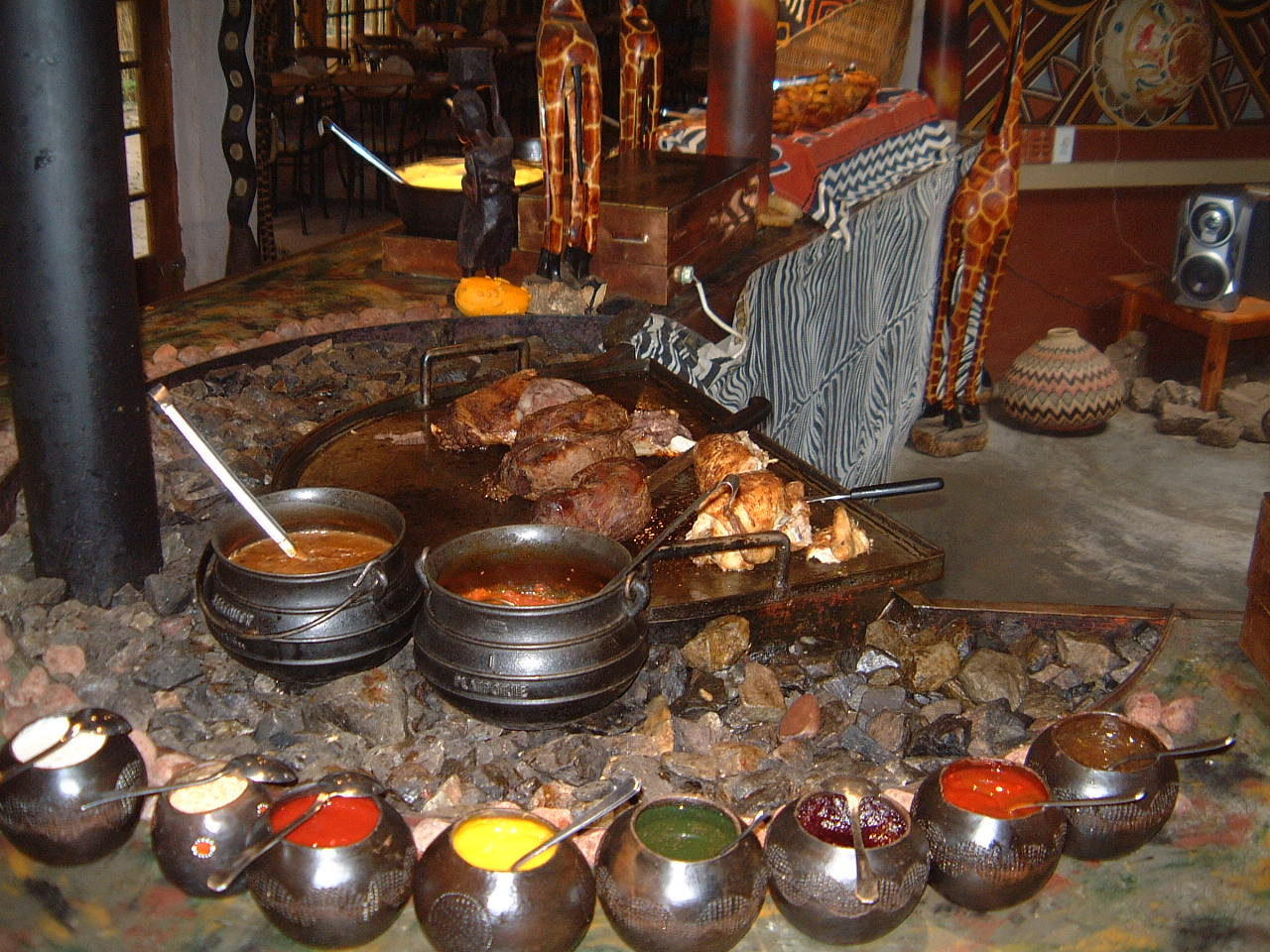
Cucina sudafricana.

Il gruppo più numeroso era costituito dai parlanti bantu, i cui discendenti oggi si identificano con vari nomi di sottogruppi come Ndebele settentrionale, Ndebele meridionale, Shona, Venda, Zulu, Xhosa, Swazi, Sotho, Iswana, Pedi e Isonga. Comparvero nella regione circa 2.000 anni fa, creando con loro la coltivazione, l'allevamento e la costruzione di utensili in ferro. Per questo motivo i Bantu coltivarono ampiamente i cereali e allevarono bovini, ovini e caprini. Oggi stesso continuano a coltivare anche zucche, fagioli e verdure a foglia.
Un gruppo più piccolo era costituito dagli abitanti primordiali della regione, i Khoisan, che secondo alcuni archeologi vivevano nella regione da almeno 10.000 anni. Molti discendenti del popolo Khoisan sono stati incorporati nella popolazione del Sudafrica. I Khoisan erano originariamente cacciatori-raccoglitori di bacche (conosciuti come "San" dai parlanti bantu e come "boscimani" dagli europei). Dopo l'arrivo dei Bantu, tuttavia, alcuni Khoisan adottarono il loro allevamento, ma non l’agricoltura. I Khoisan che allevavano bestiame si chiamavano "Khoi-Khoi" e vennero conosciuti dagli europei come "Ottentotti".
Il potjiekos è uno stufato tradizionale africano a base di carne e verdure, cotto in pentole di ghisa.
Per molti versi, l'alimentazione quotidiana delle famiglie sudafricane può essere ricondotta ai cibi indigeni che mangiavano i loro antenati. I Khoisan e i Bantu tradizionalmente mangiavano carne arrostita e la essiccavano per un uso successivo.
Il latte è stato storicamente uno dei componenti più importanti della dieta dell'Africa meridionale. Il bestiame era considerato il bene più importante di un uomo. Per sposarsi, un uomo doveva compensare i suoi futuri suoceri con un dono di bestiame come dote per la sua sposa. Un uomo sposato doveva fornire una generosa scorta di latte alla moglie e ai figli, oltre alla carne ogni volta che macellava bovini, pecore e capre. Poiché non esisteva la refrigerazione, la maggior parte del latte veniva fatto inacidire in una sorta di yogurt.

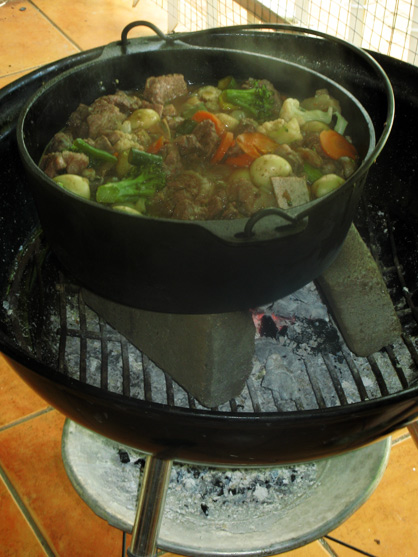
Potjiekos, piatto tipico della regione.

I giovani della famiglia spesso si occupavano del bestiame lontano dai villaggi e inviavano a casa un flusso costante di yogurt per conto dei loro padri. Nei fine settimana si organizza un "braai" e il pasto consiste solitamente in "pap e vleis", ovvero porridge di mais e carne alla griglia, come si faceva storicamente nella regione.
Gli ingredienti di base comprendono frutti di mare, prodotti a base di carne (compresa la selvaggina), pollame, oltre a cereali, frutta e verdura fresca. La frutta comprende mele, uva, mango, banane, papaie, avocado, arance, pesche e albicocche. I dessert possono essere costituiti semplicemente da frutta, ma possono essere anche dei budini in stile occidentale, come il malva pudding, o lo sticky toffee pudding, ispirato sia alla cucina britannica che a quella olandese. I prodotti a base di carne includono agnello, cervo, struzzo e impala. I frutti di mare comprendono gamberi, gamberetti, tonno, cozze, ostriche, calamari, sgombri e aragoste. Ci sono anche diversi tipi di bevande alcoliche tradizionali e moderne, tra cui molte birre in stile europeo.

## Africa occidentale

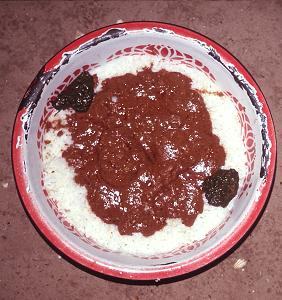
Maafe.

Il Maafe è uno stufato di arachidi dell'Africa occidentale. Un pasto tipico dell'Africa occidentale è a base di amidi e può contenere carne, pesce e varie spezie ed erbe. In tutta la regione si consuma un'ampia gamma di prodotti di base, tra cui il fufu, il banku, il kenkey (originario del Ghana), il foutou, il cuscus, il tô e il garri, che vengono serviti insieme a zuppe e stufati. Il fufu è spesso a base di ortaggi a radice amidacea, come patate dolci, taro o manioca, ma anche di cereali come miglio, sorgo o piantaggine.
Il cereale o l'amido di base varia a seconda delle regioni e dei gruppi etnici.
Il granturco è un cereale molto importante perché economico, si gonfia e crea un prodotto bianco che è molto richiesto. Il banku e il kenkey sono prodotti base dell'impasto di mais, mentre il gari è fatto con manioca grattugiata ed essiccata. Anche i piatti a base di riso sono ampiamente consumati nella regione, soprattutto nella fascia secca del Sahel, nell'entroterra. Tra questi, il benachin del Gambia e il riso jollof.
l semi del pepe di Guinea (Aframomum melegueta), una pianta nativa dell'Africa occidentale, venivano utilizzati come spezia e raggiunsero l'Europa, attraverso i mediatori nordafricani, durante il Medioevo. Secoli prima dell'influenza degli europei, gli africani occidentali commerciavano con il mondo arabo con spezie come la cannella, i chiodi di garofano e la menta.
Il riso jollof è un piatto popolare in tutta l'Africa occidentale.
La cucina e le ricette locali dell'Africa occidentale continuano a rimanere profondamente radicate nei costumi e nelle tradizioni locali, con ingredienti come il riso nativo (Oryza glaberrima), il fonio, il miglio, il sorgo, le arachidi di Bambara e le arachidi Hausa, i piselli dall'occhio nero, i fagioli dall'occhio e gli ortaggi a radice come le patate dolci, il taro e la manioca. Le tecniche di preparazione includono arrostire, cuocere, bollire, friggere, schiacciare e speziare.
Tra i dolci prevale il Klouikloui, anelli di burro di arachidi fritti serviti in Benin.
Le tecniche di cottura dell'Africa occidentale stanno cambiando. In passato gli africani occidentali mangiavano molta meno carne e utilizzavano oli autoctoni (olio di palma sulla costa e burro di karité nelle regioni saheliane). La foglia di baobob e numerose verdure locali erano prodotti quotidiani in alcuni periodi dell'anno. Oggi la dieta è molto più ricca di carni, sale e grassi.
Molti piatti combinano pesce e carne, compreso il pesce essiccato e fermentato. Il pesce in scaglie o essiccato viene spesso fritto in olio e talvolta cucinato in una salsa a base di peperoncini, cipolle, pomodori, varie spezie (come il soumbala) e acqua per preparare uno stufato molto saporito.
In alcune zone si preferisce la carne di manzo e di montone, mentre la carne di capra è la carne rossa dominante. Il suya, un popolare kebab di carne piccante alla griglia aromatizzato con arachidi e altre spezie, viene venduto dai venditori ambulanti come spuntino o pasto serale ed è tipicamente preparato con carne di manzo o di pollo. È comune una preponderanza di frutti di mare e questi ultimi, come già detto, sono talvolta mescolati con altri prodotti a base di carne. Usati anche come contorno le uova di faraona e pollo.
Per quanto riguarda le bevande, l'acqua ha un significato rituale molto forte in molte nazioni dell'Africa occidentale (in particolare nelle zone aride) e l'acqua è spesso la prima cosa che un ospite africano offre al suo ospite.
Anche il vino di palma è una bevanda comune, ottenuta dalla linfa fermentata di vari tipi di palma, e di solito viene venduta in varietà dolci (meno fermentate, che trattengono più zucchero della linfa) o acide (fermentate più a lungo, che la rendono più forte e meno dolce). La birra di miglio è un'altra bevanda comune (la birra di miglio, nota anche come birra bantu, è una bevanda alcolica ricavata dal miglio maltato).